# Bory (Žďár nad Sázavou-i járás)
Bory település Csehországban, a Žďár nad Sázavou-i járásban. Bory Dobrá Voda, Rousměrov, Sklené nad Oslavou, Radostín nad Oslavou, Radenice, Velké Meziříčí, Vídeň, Krásněves, Jívoví és Kněževes településekkel határos. Lakosainak száma 779 fő (2024. január 1.).

## Népesség
A település lakosságának változását az alábbi diagram mutatja:
| Lakosok száma | 862  | 858  | 814  | 734  | 692  | 756  | 776  | 790  | 764  | 779  |
|               | 1869 | 1890 | 1921 | 1950 | 1980 | 2001 | 2017 | 2019 | 2022 | 2024 |